# Claudine Dauphin
Claudine Dauphin, FSA (née en 1950) est une archéologue française spécialiste en Études byzantines. Elle est professeur honoraire à l'Université du pays de Galles (Lampeter) et l'auteur d'une quantité importante d'œuvres archéologiques centrées sur le Moyen-Orient.

## Parcours
Sous la tutelle de David Talbot Rice, Claudine Dauphin a obtenu un doctorat, mention Summa cum laude de l'Université d'Édimbourg en 1974 avec une thèse sur les plaques du IVè au VIIè de notre ère en Anatolie et les provinces orientales de l' Empire byzantin.
Entre 1979 et 1983 elle a le statut de Fellow au  Somerville College à l'Université d'Oxford . Ensuite elle organise des fouilles en Moyen-Orient qui aboutissent à une prochaine thèse sur les peuples en Palestine entre le Ier et VIIè siècles qu'elle présente à La Sorbonne en 1994, ce qui lui vaut un Doctorat d'Etat. Ce travail est ensuite publié en trois volumes en langue française par une maison d'edition archéologique internationale basée sur Oxford.
En 1995 elle entre au CNRS où elle est membre du Groupe 'Orient et Mediteranée' .
En 2005 elle est nommée Professeur honoraire à Université du pays de Galles (Lampeter).
En 2007 elle est élue Fellow de la Society of Antiquaries of London .

## Publications choisies
- La Palestine Byzantine: Peuplement et Populations. Volume I: Texte. Volume II: Texte et Ilustrations. Volume III: Catalogue. - British Archaeological Reports International Series (BAR International 726) Oxford, ArchaeoPress, 1998.
- "Plenty of just enough? The diet of the rural and urban masses of Byzantine Palestine", Bulletin of the Anglo-Israel Archaeological Society 17, 1999, 39–65.
- "Sainte-Anne de Jérusalem: le projet Béthesda", Proche-Orient chrétien 55(3/4), 2005, 254–262.
- "Sex and ladders in the monastic desert of late Antique Egypt and Palestine", Bulletin of the Anglo-Israel Archaeological Society 25. 2007.
- "Eucharistic bread or thistles?: fact or fiction?; the diet of the desert fathers in late antique Egypt and Palestine". Lampeter, Lampeter Trivium Publications (University of Wales), 2009.
- "On the Mediaeval and Ottoman Syro-Jordanian Hajj Roads to Mecca: The Pilgrim Camps in their Landscapes: 2015 Report" Palestine Exploration Quarterly, 2021.